# 新法蒂瑪 (巴拉那州)
新法蒂瑪（葡萄牙語：Nova Fátima）是一個位於巴西南部巴拉那州的市鎮。